# Московский район (Нижний Новгород)
Московский район — один из восьми внутригородских районов в составе Нижнего Новгорода. Расположен в Заречной части города.
Граничит с севера с Сормовским районом, с юга с Канавинским районом.
Благодаря относящейся к району территории посёлка Берёзовая Пойма, границы района имеют сильно вытянутую с запада на восток форму. На северо-востоке границы района доходят до реки Волги.
Название района происходит от Московского шоссе, улицы города, являющейся частью Федеральной автомобильной дороги М7«Волга».

## Микрорайоны и посёлки, входящие в состав Московского района
- микрорайон Авиационный
- микрорайон Берёзовский
- микрорайон Бурна́ковский
- микрорайон Калининский
- микрорайон Красные Зори
- микрорайон Спортивный
- посёлок Новая стройка
- посёлок Леви́нка
- посёлок Орджоникидзе
- посёлок Орловские дворики
- посёлок Берёзовая Пойма

## История
Территория Московского района, согласно исследованиям археологов, была заселена ещё в каменном веке. Стоянки эпохи неолита зарегистрированы вблизи Сормова и Костарихи.
Данная территория расположена в низинном междуречье Волги и Оки, по-другому называемом «балахонской стрелицей», поскольку напоминает по форме стрелу. Эти земли постоянно подвергались затоплению грунтовыми и паводковыми водами, были прорезаны разветвленной сетью мелких рек и речушек, небольших, но глубоких озёр и покрыты болотистыми топями. Особенность местности неизбежно сказывалась на характере хозяйственной деятельности людей. Поскольку земли здесь малоплодородны, крестьяне выращивали главным образом овощные культуры (капусту, картофель). Наличие заливных лугов позволяло разводить крупный и мелкий рогатый скот. В помещичьих и крестьянских хозяйствах держали коров, коз, свиней. Животноводческие хозяйства в Княжихе и Ратманихе просуществовали до 1940-х годов, после Великой Отечественной войны предприятия района стали развивать подсобные хозяйства в сельских районах области.
Территория района со вт. пол. XVIII веке входила в Гордеевскую волость I стана Балахнинского уезда. Здесь существовало в то время пять поселений: деревни Бурна́ковка (территория нынешнего Бурнаковского микрорайона), Горнушкино (между нынешними улицей Буревестника и стадионом «Старт»), Княжи́ха (современные улицы Рябцева и Красных Зорь), Костари́ха (в районе Московского шоссе, недалеко от нынешней одноименной железнодорожной станции), Ратма́ниха (часть улицы Березовской, прилегающая к Московскому шоссе) и село Варя (ныне станция «Варя»). Жители указанных деревень занимались кузнечным («шиповка») и гвоздильным («делание гвоздей») ремёслами, производством бубенчиков и колокольчиков, плетением рыболовных сетей, выделкой кож, шерстобитным промыслом и т. д. Указанные деревни находились друг от друга на небольшом расстоянии, но сообщению между ними мешали болотистые топи, занимавшие значительную площадь. До 1861 года большинство крестьян находилось в крепостной зависимости. Так, деревня Горнушкино со всеми жителями принадлежала помещикам Жуковым, Княжиха - князьям Голицыным, Ратманиха и Гордеевка - княгине Бутеро-де-Ридали (урожденной Шаховской). Частная собственность на земли в окрестностях этих поселений сохранялась до 1917 года. Лишь Бурнаковку населяли государственные крестьяне, принадлежавшие Удельному Новопосошкинскому и Смольковскому Приказу.
Местные кустарные производства были ориентированы на обслуживание находившейся неподалёку Нижегородской ярмарки, а также на сбыт на ярмарке собственной продукции. С середины XIX века из числа крестьян Княжихи, Бурнаковки, Горнушкина, Ратманихи формировались кадры рабочих ближайших промышленных предприятий, в том числе Сормовского завода Дмитрия Бенардаки, нефтеперегонного завода В.И.Рагозина (ныне АО "Варя"),  фабрики Г.Я.Розенблюма (ныне завод "Октябрь).
К началу XX века селения, прилегавшие к Сормову (Варя, Горнушкино и другие), соединились в одну сплошную линию вдоль шоссе Нижний-Балахна, порой образуя отдельные выселки (Варинский и Дарьинский).
Постановлением уездной земской управы от 15 октября 1917 года была создана Сормовская волость, переданная в 1922 году в Сормовский уезд. В состав Сормовской волости из ликвидированной Гордеевской волости были переданы сельцо Варя, выселок Варёнок, деревни Горнушкино, Дарьино, пос. завода Тер-Акопова (будущий 26 Бакинских комиссаров), Бурнаковские лесозаводы.
В марте 1922 года был образован рабочий посёлок Канавино, в состав которого вошли село Гордеевка, деревни Старая и Новая Ратманиха, пос. Казачиха.
В 1924 году был образован Сормовский рабочий район (центр — город Сормово). На момент образования он включал Бурнаковку, Варю, Горнушкино, Дарьино, Княжиху, Костариху и другие селения. Были созданы самостоятельные Княж-Костарихинский и Бурнаковский сельсоветы, остальные селения подчинялись непосредственно Сормовскому райисполкому.
В 1928 году Сормовский рабочий район вместе с Канавинским районом и городом Нижнем Новгородом был объединён под руководством единого горсовета, составив Большой Нижний Новгород (с мая 1930 года - Нижний Новгород, с октября 1932 года — Горький). Впрочем, объединение носило чисто формальный характер, поскольку транспортные и другие связи между районами были крайне слабы.
В конце 1920-х годов на болотистых пустырях около здешних деревень началось строительство будущих гигантов тяжёлой промышленности, вступивших в строй в 1932 году - авиационного завода и артиллерийского завода «Новое Сормово». Постепенно вокруг этих предприятий начала складываться собственная инфраструктура в виде заводских посёлков — пос. им. Орджоникидзе авиастроительного завода и пос. имени Калинина машиностроительного завода. Со временем эти поселки поглотили прежние деревни. 
1 июля 1936 году  из частей Сормовского и Сталинского районов Горького был создан Кагановичский район. Он являлся предтечей нынешнего Московского района почти в тех же границах: с запада на восток — от Орловских двориков до Бурнаковки (сейчас западной границей служит Берёзовая Пойма), с севера на юг — от р. Левинка до Московской железной дороги (сейчас — до Московского шоссе).
В состав района вошли авиационный и машиностроительный заводы, завод им. 26 Бакинских комиссаров, Нефтегаз; предприятия вдоль Московского шоссе: «Красный якорь», «им. М. М. Кагановича» (металлургический), фабрика им. Кутузова (з-д «Октябрь»), жиркомбинат им. Кирова, канифольно-терпентинный завод (ЦНИЛХИ) и др., а также посёлки Калининский, им. Орджоникидзе, Вариха, Бурнаковка, Горнушкино, Княжиха, Кустариха (Костариха), Ратманиха, Московское шоссе. Население составляло 40 тыс. чел.
Вокруг заводов сформировалась новая инфраструктура в виде барачных или щитковых посёлков, получавших собственные наименования. Так, вокруг машиностроительного завода выросли поселок Калининский, 1,2,3 площадки, Новый городок, Дальний городок.
В 1939 году район насчитывал 11 школ (около 8 тыс. учащихся) 14 детских садов, 2 поликлиники. Велось большое жилищное строительство. Острейшая нужда в жилье приводила к тому, что наряду с капитальным жильём (пос. Калинина, ул. Чаадаева) строилось большое количество временных жилищ барачного типа. Между отдельными посёлками, образовавшими «гнёзда» вокруг предприятий, оставались крупные пустыри и прогалы, которые стали застраиваться лишь в послевоенный период.
Указом Президиума Верховного Совета РСФСР от 20 июля 1945 года Кагановичский район был ликвидирован, территория его вновь была разделена между Сталинским и Сормовским районами.
Указом председателя Верховного Совета от 8 мая 1956 года Сталинский район упразднен, и территория его вошла в состав Сормовского района.
Указом Президиума Верховного Совета РСФСР от 9 декабря 1970 года из частей Сормовского и Канавинского районов был создан Московский район. Впрочем, процесс формирования территории района продолжался до начала 1980-х годов (отдельные улицы на границе с Сормовским и Канавинским районами переходили из района в район).

## Население
Динамика населения внутригородского района (в городской черте)
| 1979     | 1989     | 2002     | 2009     | 2010     | 2012     | 2013     |
| -------- | -------- | -------- | -------- | -------- | -------- | -------- |
| 145 995  | ↗149 745 | ↘134 078 | ↘128 817 | ↘124 908 | ↘124 515 | ↘123 992 |
| 2014     | 2015     | 2016     | 2017     | 2018     | 2019     | 2020     |
| ↗124 152 | ↗124 312 | ↘123 893 | ↘123 442 | ↘122 968 | ↗123 251 | ↗123 435 |
| 2021     | 2023     |          |          |          |          |          |
| ↘114 511 | ↗114 688 |          |          |          |          |          |

## Экономика

### Промышленные и научно-промышленные предприятия
Особенность Московского района — высокая концентрация стабильно работающих промышленных и научных предприятий. Как результат успешной деятельности можно расценить переход малых предприятий в категорию средних и крупных. За 2005 −2006 гг. такими предприятиями стали: ООО НПЦ «Анод», ЗАО «Амфибийные транспортные технологии», ООО «Промтех-НН», ООО «Юнис».
В районе работают 19 крупных и средних промышленных, а также 6 научных предприятий.
- ОАО «Нижегородский машиностроительный завод» — производитель ракетных комплексов, артиллерийских систем.
- ОКБМ им. И. И. Африкантова — одна из ведущих конструкторских организаций атомного машиностроения России, крупный научно-производственный центр атомного машиностроения, располагающий многопрофильным конструкторским коллективом, собственной исследовательской, экспериментальной и производственной базой.

- Нижегородский авиационный завод «Сокол» — филиал АО "Российской самолетостроительной корпорации «МиГ» — производство боевых (МиГ-29УБ вар. Б, МиГ-31Э,Як-130) и гражданских (M-101T) самолётов.
- Центральный научно-исследовательский институт «Буревестник». ЦНИИ является головной организацией по координации деятельности предприятий и системным исследованиям в области разработки, производства, модернизации и утилизации артиллерийского вооружения
- ФГУП «ЦНИЛХИ». Проектирование лесохимических, химических, целлюлозно-бумажных и других производств и объектов, связанных с обращением или хранением взрыво-, пожароопасных и вредных веществ и смесей — Московское шоссе, 85. Последние упоминания организации как НИИ были в 2006 году. В настоящее время здание сдаётся в аренду, непосредственно ФГУП «ЦНИЛХИ» в справочниках организаций не значится. В 2007 году ФГУП «ЦНИЛХИ» было приватизировано. До последнего времени происходили связанные с этим судебные тяжбы[18].
- ОАО «Научно-исследовательский центр контроля и диагностики технических систем»
- ОАО "Нижегородский завод «Октябрь». Производство ваты, бинтов медицинских, марли, хлопковой целлюлозы. В настоящее время предприятие созданное как переработчик хлопка (производство пороха и попутной продукции) прекратило существование. Площади и здания сдаются в аренду[19].
- ОАО «Оргсинтез» — одно из крупнейших предприятий лесохимической промышленности в России, производство продукции из природного сырья — живицы сосновой (канифолей, глицериновых эфиров, различных технических смол, скипидаров и проч.)
- ОАО «Бальзам». Производство лаков, красок, канифолей, смол, эфиров, бальзамов, скипидаров
- ООО «Нефтемаслозавод „Варя“» — производство авиационных, индустриальных, гидравлических, компрессорных, холодильных и других технических масел.
- ОАО «Мир»
- ООО «МААГ». Кожгалантерейная фабрика по производству ботинок, сапог, спецобуви и спецодежды.
- ОАО Завод автофургонов «Камея»
- ЗАО «Тент-сервис» — производство тентов и тентовых конструкций
- ОАО «Нижегородский опытно-экспериментальный завод» — один из крупнейших производителей строительной фурнитуры в России

### Торговля
В районе размещаются 525 предприятия торговли и общественного питания.
Крупнейшие торговые предприятия района: торговые центры «Бурнаковский», «Новая эра», «Гелиос», «Вишнёвый сад», «Серпантин», «Сокол», «Москва», супермаркеты «Перекресток» и «Eurospar», гипермаркет «Лента».

### Транспорт
Городская электричка. По территории Московского района проходит Сормовская линия городской элетрички, соединяющая Московский вокзал с Сормовским районом. На территории района находятся два остановочных пункта: платформа Чаадаево и платформа Лесной городок.
Автобусный транспорт. Автобусные перевозки осуществляются муниципальными автобусами и частными маршрутными такси. Городской автобусный транспорт связывает Московский район со всеми районами Нижнего Новгорода, а также с удалёнными частями города Дзержинска — посёлками Строителей и Лесная Поляна и удалённой частью Нижнего Новгорода — посёлком Берёзовая пойма. Большая часть автобусных маршрутов следует через Московский район транзитом. Конечные остановки в Московском районе имеют следующие маршруты:
- № 10 Ул. Рябцева — пос. Дубравный
- № 22 микрорайон Бурнаковский — автовокзал "Щербинки"
- № 25 ул. Левинка — завод «Красное Сормово» (соединяют Московский район Нижнего Новгорода с Сормовским)
- № 52 ул. Левинка — пл. Минина и Пожарского
- № 74 микрорайон Бурнаковский — 5 микрорайон Верхние Печёры
- № 89 Тоннель Московского вокзала — ул. Гордеевская — ст. Варя — пос. Новая стройка
- № 92 микрорайон Бурнаковский — микрорайон „Цветы“

Междугородное сообщение. 19 января 2018 года на Московском шоссе, возле станции метро «Канавинская», был открыт Канавинский автовокзал. Отсюда отправляются пригородные автобусы борского направления.
Троллейбус. В Московском районе (Сормовское шоссе) расположено Троллейбусное депо № 2 Нижнего Новгорода, обслуживающее троллейбусные маршруты, проложенные в том числе по территории района:
- № 3 Мещерское озеро — Бурнаковский проезд — платформа Чаадаево,
- № 8 Московский вокзал — Сормовское шоссе — посёлок Дубравный,
- № 10 Мещерское озеро — Агрокомбинат «Горьковский»,
- № 15 платформа Чаадаево — пр. Героев — Московский вокзал,
- № 25 Мещерское озеро — ул. Архангельская — Мещерское озеро.

Трамвай. В Московском районе (ул. Народная, 43а) находится Трамвайное депо № 2 Нижнего Новгорода, обслуживающее трамвайные маршруты № 1,3,6,7,21. Два трамвайных маршрута № 6 и № 7 соединяют Московский и Сормовский районы Нижнего Новгорода с Московским (железнодорожным) вокзалом. От остановки «Станция Варя» трамваи этих маршрутов движутся по кольцу навстречу друг другу. Данные трамвайные маршруты — одни из наиболее востребованных в Нижнем Новгороде.
Метрополитен. На территории Московского района находятся три станции Сормовско-Мещерской линии Нижегородского метрополитена — «Буревестник» (Сормовское шоссе, у главной проходной Нижегородского машиностроительного завода), «Бурнаковская» (на пересечении Сормовского шоссе и ул. Куйбышева) и «Канавинская» (на пересечении Сормовского и Московского шоссе).

## Образование

### Общее образование
В районе имеются 22 школы, в том числе гимназии, 42 дошкольных образовательных учреждения, в том числе один — ведомственный (ОАО «ОКБМ Африкантова»), 3 учреждения дополнительного образования, а также вечерняя сменная школа при исправительном учреждении, специальные школы-интернаты, детский дом.

### Профессиональное образование
В районе имеется Нижегородский авиационный технический колледж, а также филиал Сормовского механического техникума.

## Культура и досуг

### Парки, скверы, лесопарковая зона, зоопарк
- Сквер имени поэта А. Люкина - Московское шоссе, 177
- Сквер имени Маршала Казакова - Сормовское шоссе, 15а
- Сквер Целинников - ул. Чаадаева, 20
- Сквер имени Героя Социалистического Труда В. Г. Грабина - ул. Просвещенская
- Сквер «Юбилейный»- ул. Коминтерна, во дворе домов №№2/2, 4/2
- Лесопарковая зона «Берёзовая пойма» - пос. Берёзовая пойма
- экологическая тропа «Бурнаковская низина» - между ЖК "Бурнаковский" и пос. Левинка
- экологическая тропа "Тайны реки Левинки" - вдоль берега р. Левинка от ул. Люкина, 9Д до ул. Просвещенской

### Дома культуры и досуговые центры
- Дом культуры имени Серго Орджоникидзе

22 ноября 2016 здание ДК им. Орджоникидзе было серьёзно повреждено в результате пожара, выгорел полностью 2-й этаж и крыша на площади 650 м². В ноябре 2017 года, после завершения первого этапа восстановления, ДК возобновил свою работу. В июне 2018 года Российская самолетостроительная корпорация «МиГ», собственник ДК, безвозмездно передала его в муниципальную собственность города Нижний Новгород.
- Центр культуры и досуга «Искра» пос. Берёзовая пойма

### Музеи
- Музей истории и культуры Московского района
- Музей истории и трудовой славы авиастроительного завода «Сокол»

### Библиотеки
- Централизованная библиотечная система Московского района.

### Спортивные сооружения
- Стадион «Старт» (домашний стадион команд по хоккею с мячом «Старт» и «Старт-2»)
- Дворец спорта «Юность»
- Стадион «Полет»
- Дом спорта «Полет»
- Дом спорта «Нижегородец»
- Спортивный комплекс «Радуга»
- Испытательный полигон ОАО «ГАЗ»
- Картинг-клуб «Drift»
- СДЮСШОР 4 по волейболу

## Храмы, памятники истории и архитектуры Московского района

### Православные храмы
- Храм иконы Божией Матери «Скоропослушница» (2005 г.) — ул. Люкина
- Храм Тихвинской иконы Божией Матери (2001 г.) — пос. Берёзовая пойма, ул. Лучистая, 3
- Храм в честь Пресвятой Живоначальной Троицы (2011 г.) — ул. Топольная, 11
- Храм Серафима Саровского (строящийся) — площадь Кольцова
- Храм во имя святой равноапостольной Нины, просветительницы Грузии (строящийся) — ул. Левинка
- Храм во имя Рожества Пресвятыя Богородицы Русской православной старообрадческой церкви (строящийся) — ул. Берёзовская, 2а

### Памятники гражданской архитектуры
- Жилой дом завода «Нефтегаз» (архитектор А. А. Яковлев, 1936—1939 гг.) — у. Коминтерна, 2

### Объекты, представляющие исторический и архитектурный интерес, не включенные в федеральный и региональный перечни охраняемых объектов
- Здание Дворца культуры им. Серго Орджоникидзе (30-е гг. 20 в.) — ул. Чаадаева, 17
- Жилой комплекс (30-е гг. 20 в.) — ул. Чаадаева, 10, 12, 14
- Жилой комплекс Горьковского авиационного завода (архитектор А. А. Яковлев, 2 половина 1930-х гг.) — ул. Чаадаева, 16, 18, 20
- Жилые дома в посёлке Калининском, построенные при участии немецких военнопленных (архитектор Ю. Бубнов, 1 половина 1950-х гг.) - ул. Страж революции, 18, 20
- Жилые дома иностранных рабочих и служащих (ИНОРС) Горьковского машиностроительного завода имени Сталина (1930-е гг.) - ул. Безрукова, 8; ул. Страж революции, 22
- Жилой дом сотрудников Горьковского машиностроительного завода имени Сталина (1930-е гг.) - ул. Безрукова, 6
- Жилой дом (20 гг. 20 века) — ул. Левинка, 30
- Жилой дом ГоГРЭС (начало 30-х гг. 20 века). В этом доме прошли детские годы известного советского и российского журналиста и писателя Александра Марковича Цирульникова — проспект Героев, 17
- Комплекс двухэтажных кирпичных жилых домов работников Горьковского металлургического завода, возведённый немецкими военнопленными (1950 г.) — проспект Героев, 9, 11, 15
- Старое здание Дворца культуры и техники «Победа» (1949 г.) — ул. 50 лет Победы, 18 (площадь Кольцова)

- Нижний Новгород, пл. Кольцова. Дом культуры «Победа» (старое здание)
- Нижний Новгород, пл. Кольцова. Дом культуры «Победа» (новое здание)

### Мемориалы, памятники известным людям и памятные знаки
- Мемориал «Площадь Героев» (1974 г.) — площадь Героев
- Памятник Г. К. Орджоникидзе — ул. Чаадаева, сквер у Главной проходной Авиазавода «Сокол» — ул. Чаадаева, 1
- Памятник Герою Советского Союза Е. А. Никонову — ул. 50-летия Победы, 24
- Бюст П. И. Баранову — советского партийного и государственного деятелю — ул. Чаадаева, 2Б
- Бюст Ю. А. Гагарину во дворе школы № 66 (Авторы: Ю. Грузимов, А. Елизаров) — ул. Чаадаева, 2А
- Скульптурная композиция, посвящённая Ю. А. Гагарину (Авторы: А. Елизаров, В. Зорин) — ул. Чаадаева, возле корпуса № 34 Авиазавода «Сокол»
- Памятник В. И. Ленину — ул. Чаадаева, 1 (Территория Авиазавода «Сокол»)
- Памятник погибшим летчикам-испытателям авиазавода № 21/ГАЗиСО/Нижегородского АПО «Сокол» — ул. Чаадаева, 1 (Территория Авиазавода «Сокол»)
- Памятник В. И. Ленину (1970 г., автор Г. Черненко) — ул. Коминтерна, сквер 50-летия Победы
- Памятник В. И. Ленину — Сормовское шоссе, 21
- Мемориал Славы в память о работниках Горьковского авиационного завода, погибших на фронтах Великой Отечественной войны 1941—1945 гг. (1967 г.) — ул. Чаадаева, 9
- Монумент авиаторам-авиастроителям — истребитель МиГ-15 (1985 г., авторы: А. Елизаров, Ю. Грузимов) — ул. Ярошенко (Бульвар Авиастроителей)
- Бюст Героя Советского Союза К. И. Давыдову (скульптор В. И. Бебенин, 1985 г.) — Сормовское шоссе, 22
- Памятник создателям пушки ЗИС-3 (включает бюсты маршала В. Г. Грабина и А. С. Еляна, барельеф «Памяти трудового подвига заводчан в годы Великой Отечественной войны 1941—1945 гг.», а между ними — копия пушки ЗИС-3) — Сормовское шоссе, 21
- Мемориальный знак в память о павших в годы Великой Отечественной войны жителях пос. Левинка — ул. Левинка
- Обелиск памяти павшим жителям посёлка Берёзовая Пойма в годы ВОВ (1956 г.) — пос. Берёзовая пойма
- Памятный комплекс «Аллея Героев» (1965 г.) — Сормовское шоссе, 21, территория Нижегородского машиностроительного завода
- Памятный знак в честь Героя Советского Союза, маршала В. И. Казакова (2010 г.) — Сормовское шоссе, 15 (Сквер им. Маршала Казакова)
- Памятный знак в честь Героя Социалистического Труда маршала В. Г. Грабина (2015 г.) — ул. Просвещенская (Сквер им. Героя Грабина)
- Памятный знак летчику-испытателю Г.И. Вискову, на месте авиакатастрофы, произошедшей при испытаниях истребителя Миг-21 БИС 14 апреля 1980 г. (2015 г.) — ул. Просвещенская (Сквер им. Героя Грабина)
- Мемориальный знак, посвящённый памяти погибших на целине комсомольцев Горьковского авиационного завода (1986 г., автор А. Елизаров) — ул. Чаадаева, 20А (Сквер целинников)
- Памятный знак трудовой славы авиазавода «Сокол» — ул. Рябцева
- Мемориал Славы в честь Героя Советского Союза В. К. Клюева и работников эвакогоспиталя № 2808 — ул. Просвещенская, 4
- Обелиск памяти пожарных и членов экипажа танкера ТН-602, взорвавшегося на Сормовской нефтебазе 1 августа 1977 года — ул. Левинка, 51а (Территория Сормовской Нефтебазы)
- Мемориальный знак в память о воинах, погибших в локальных конфликтах — жителях Московского района Нижнего Новгорода (2012 г.) — ул. Просвещенская, 6
- Обелиск «Слава павшим» — Московское шоссе, 83а (территория ОАО «Оргсинтез»)
- Памятный обелиск участникам ВОВ - ул. Софьи Перовской, 5
- Памятная доска в честь Героя Социалистического Труда, главного технолога авиационного завода В. А. Мюрисепа
- Памятная доска в честь директора Горьковского авиационного завода генерал-майора С. И. Агаджанова
- Памятная доска в честь главного конструктора Горьковского авиационного завода Е. И. Миндрова
- Мемориальная доска на доме, где в 1940—1944 гг. жил возглавлявший на тот момент ОКБ № 21 дважды Герой Социалистического Труда генерал-майор инженерно-авиационной службы С. А. Лавочкин